# La mummia è tornata
La mummia è tornata (The Mummy Walks) è il settantottesimo libro della serie horror per ragazzi Piccoli brividi, scritta da R. L. Stine.

## Trama
Il protagonista della storia è Michael Clark, un ragazzo di dodici anni. Partito da solo per un viaggio a Orlando, Michael legge un biglietto da parte di sua madre e suo padre con scritto "Noi non siamo i tuoi genitori". Scopre anche che l'aereo su cui sta viaggiando in realtà è diretto a Jezekiah, un Paese fittizio del Medio Oriente, dove un manipolo di militari guidati dal Generale Rameer ha conquistato il potere dopo una guerra civile durata dodici anni. Il generale è convinto che Michael sia il figlio dei legittimi sovrani di Jezekiah (morti durante la guerra) e che nel suo cervello sia stato impiantato un chip con l'ubicazione del più grande tesoro del Paese: la mummia di Re Pukrah, sepolto insieme a uno zaffiro gigante di valore inestimabile.
Michael, però, non ha idea di dove sia la mummia in realtà e temendo la reazione dei militari decide di prendere tempo. Dopo essersi sistemato in una stanza del Palazzo Reale, conosce Megan, la figlia del Generale Rameer che lo mette in guardia dalla crudeltà dei suoi uomini, pronti a tutto pur di trovare la mummia. Infatti il generale intende aprire il cranio di Michael per estrarre il chip e il ragazzo, per evitare l'intervento, inventa di essersi ricordato il nascondiglio della mummia. Una volta arrivati alla grotta scelta da Michael, i militari vengono assaliti da un gruppo di ribelli; dopo averli respinti, iniziano un rito di purificazione per poter entrare nella grotta: temono che se mancassero alla mummia di rispetto, questa potrebbe risorgere e vendicarsi. Con grande sorpresa di Michael, all'interno della grotta c'è davvero una mummia, che inizia a muoversi terrorizzando i soldati. In realtà è Megan, che si è travestita per proteggere Michael e permettere loro di scappare. I due, però, vengono catturati dai ribelli che con una radiografia scoprono che in realtà Michael non ha nessun chip nel cranio. Megan convince i ribelli a liberarli e così tornano entrambi a New York.
Una volta tornato a casa, Michael scopre che la storia raccontata dal generale era vera: lui è davvero il figlio dei sovrani di Jezekiah, il chip gli era stato rimosso quando era piccolo e la mummia è sempre stata nello scantinato dei suoi genitori adottivi!

## Edizioni
- R. L. Stine, La mummia è tornata, traduzione di Cristina Scalabrini, collana Piccoli brividi, Arnoldo Mondadori Editore, 2001,  p. 154, ISBN 88-04-48916-2.